# Maria Himmelfahrt (Kertsch)

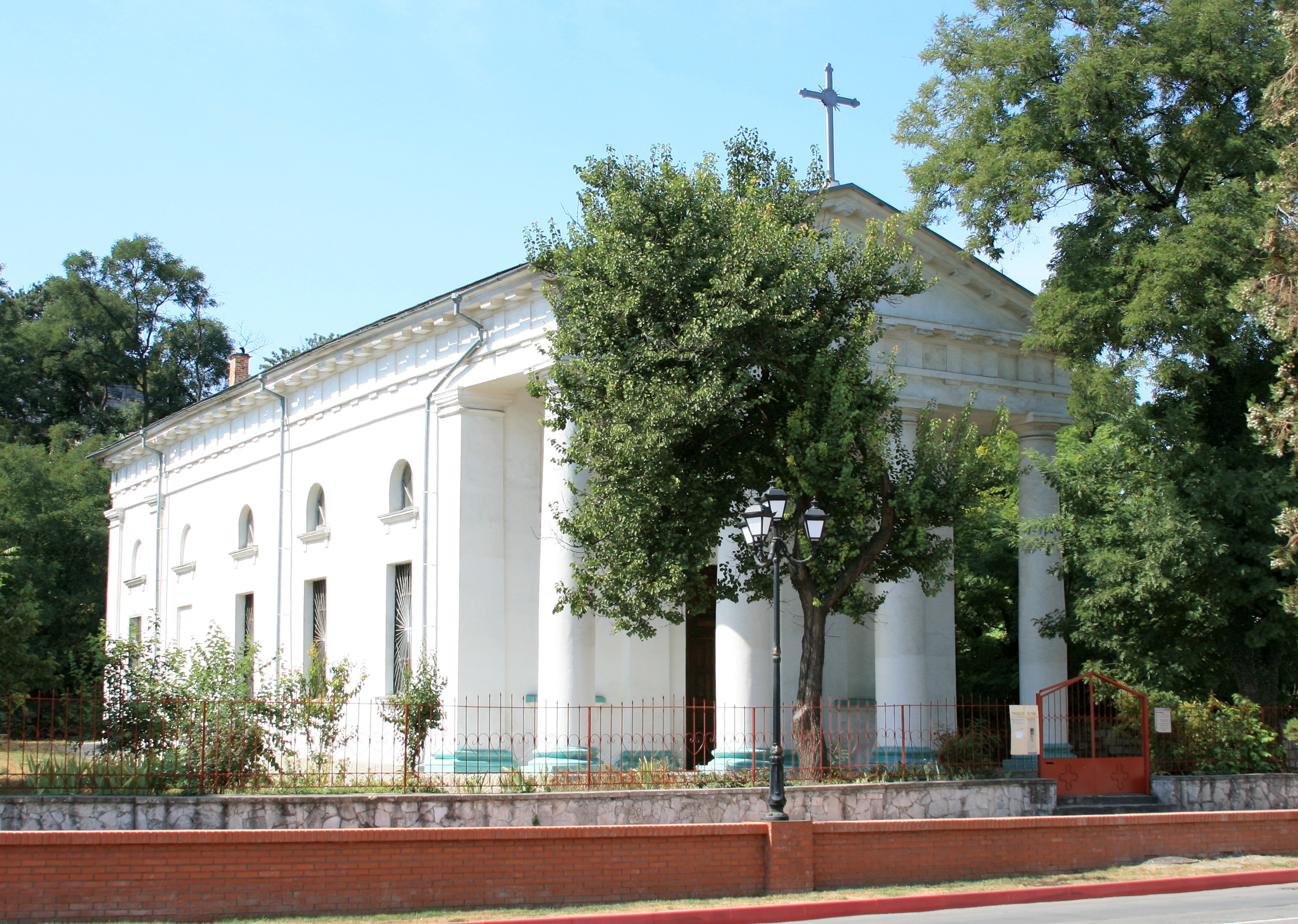
Die „Kirche der Italiener“ in Kertsch

Die Kirche Maria Himmelfahrt ist die einzige römisch-katholische Kirche in Kertsch auf der Krim und trägt das Patrozinium Mariä Aufnahme in den Himmel.

## Geschichte
Anfang der 1830er Jahre bekam die italienische Gemeinde von Kertsch die Erlaubnis, am Fuße des Berges Mitridat ihre Kirche zu bauen. Sie wurde nach den Plänen des piemontesischen Architekten Alexander Digby (1758–nach 1840) im klassizistischen Stil mit Toskanischer Säulenordnung auf Kosten der italienischen Gemeinde und mit Hilfe fremder Schiffskapitäne erbaut und am 19. März 1840 konsekriert. Noch heute ist die Kirche als Kirche der Italiener bekannt.

„Da die dortige Katholische Gemeinde wenig zahlreich ist, wurde die Kirche vorzüglich durch Hilfe fremder Schiffscapitaine, die den dortigen Hafen besuchen, erbaut.“

1840 lebten zirka 30 katholische Familien in Kertsch, fast alle italienischer Abstammung.

„… vor deren Einweihung [der Kirche] fand auf dem Quai in der Quarantaine eine feierliche Messe stattfand. Der mit Flaggen geschmückte Baldachin über dem erbauten Altar, der Anblick des mit Schiffen bedeckten Hafens und der Platz der Quarantaine selbst, so zu sagen auf der Gränze zwischen Europa und Asien zwischen dem Schwarzen und Asowschen Meer belegen, bei einer langen Reihe durch Handelsbewegungen so belebter Gebäude, gab dem Gemälde noch mehr Leben. Die Capitains hatten sich in mehreren Reihen auf dem Platze vor dem Quai aufgestellt, während die Matrosen die Schaluppen längs desselben besetzt hielten. Ungeachtet der Verschiedenheit der Religion war das alle Gegenwärtige beseelende Gefühl so tief, daß die tiefste Ruhe während heil. Handlung stattfand, und im Augenblick der Erhebung der Hostie hörte man plötzlich, an Stelle der Glocke, die Artilleriesalve von hundert Schiffen, die sich auf der Rhede befanden. Diese Ceremonie in freier Luft hatte einen wahrhaft erhabenen Charakter. - Nach der Messe dankte der Gouverneur (Woronzow) im Namen aller Katholiken den Capitains für ihre Geschenke zum Besten der Kirche.“

Nach der Machtübernahme der Bolschewiki wurden die meisten Kirchen geschlossen und in Kulturklubs oder Ähnliches umgewandelt. Die katholische Kirche von Kertsch funktionierte bis zum Zweiten Weltkrieg. Unter dem Vorwand, die Hungersnot bekämpfen zu wollen, wurden den Kirchen 1921/22 gewaltsam sämtliche Kirchenschätze genommen. Der Kirche in Kertsch wurden 16 religiöse Silbergegenstände und 27 von Gläubigen gespendete Gegenstände beschlagnahmt.
Noch im selben Jahr wurde der italienische Pfarrer gezwungen, die Sowjetunion zu verlassen und kehrte nach Italien zurück. Fortan durften nur die Pfarrer dienen, die die sowjetische Staatsbürgerschaft hatten. Von 1921 bis 1926 diente in Kertsch Pfarrer Alexander Frison, ein Schwarzmeerdeutscher. Als er im März 1926 'in aller Stille' zum Bischof geweiht wurde, zog er nach Simferopol, kümmerte sich aber trotzdem um die Kirchengemeinde Kertsch.
1942 wurde die Kirche geschlossen und in eine Turnhalle verwandelt. In den 1990er Jahren wurde die Kirche mit Spenden der Kirchengemeinde, einiger Bürger und Bauunternehmen der Stadt wieder aufgebaut. Der Wiederaufbau endete 1998.